# Xian de Changle
Pour les articles homonymes, voir Changle (homonymie).
Le xian de Changle (昌乐县 ; pinyin : Chānglè Xiàn) est un district administratif de la province du Shandong en Chine. Il est placé sous la juridiction de la ville-préfecture de Weifang.

## Démographie
La population du district était de 603 762 habitants en 1999.